# Малинівка (Гвардійський міський округ)
Малинівка (рос. Малиновка) — селище Гвардійського міського округу, Калінінградської області Росії. Входить до складу Славинського сільського поселення.
Населення — 253 особи (2015 рік).

## Населення
| 2002 | 2010 |
| ---- | ---- |
| 248  | ↗253 |